# ترگو ژی
شهر ترگو ژی (به رومانیایی: Târgu Jiu) در شهرستان گورژ در کشور رومانی واقع شده‌است. جمعیت این شهر ۹۶٬۵۶۲ نفر است. در ارتفاع ۲۰۵ متر از سطح دریا واقع شده‌است.

## نگارخانه

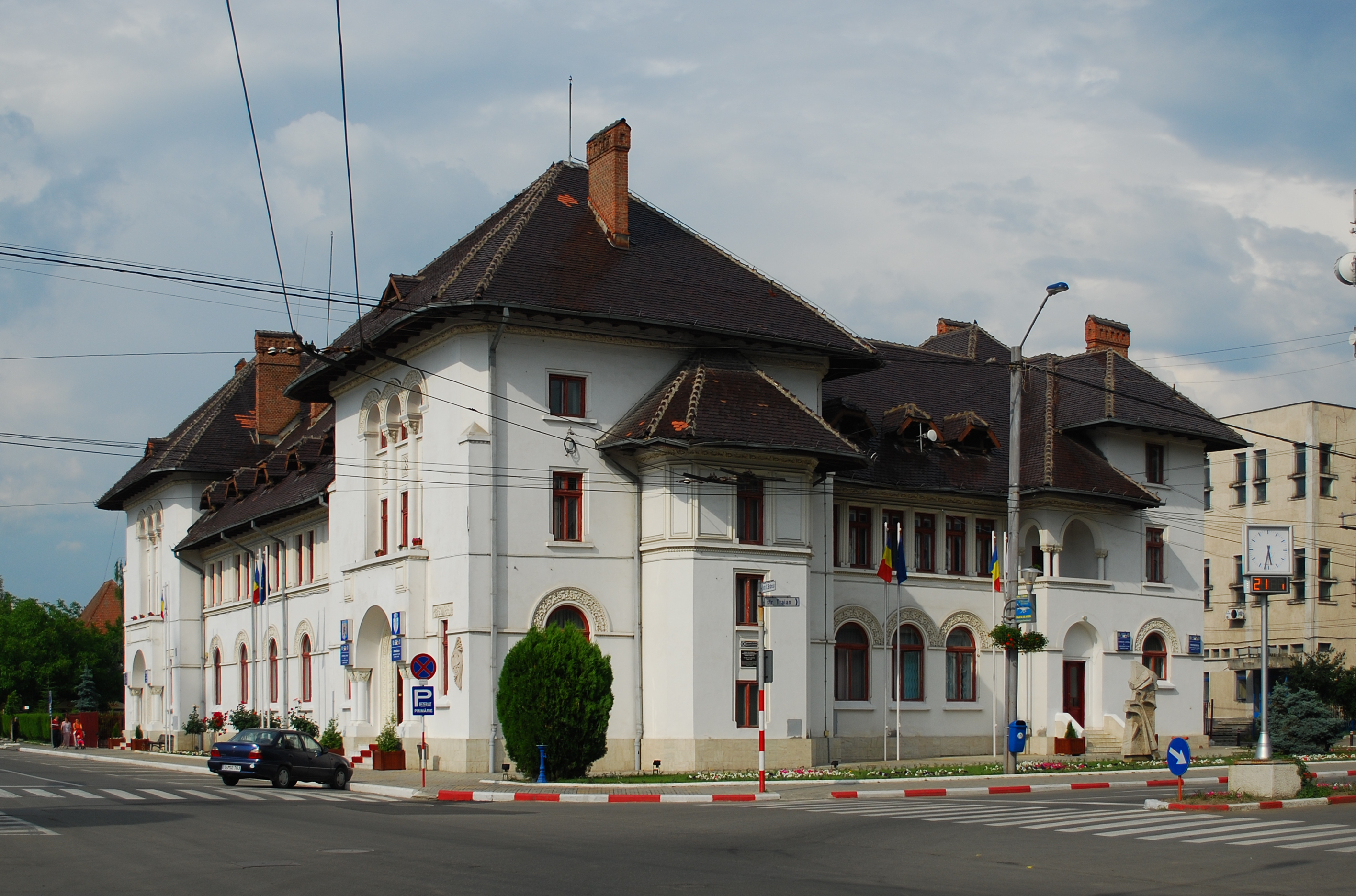
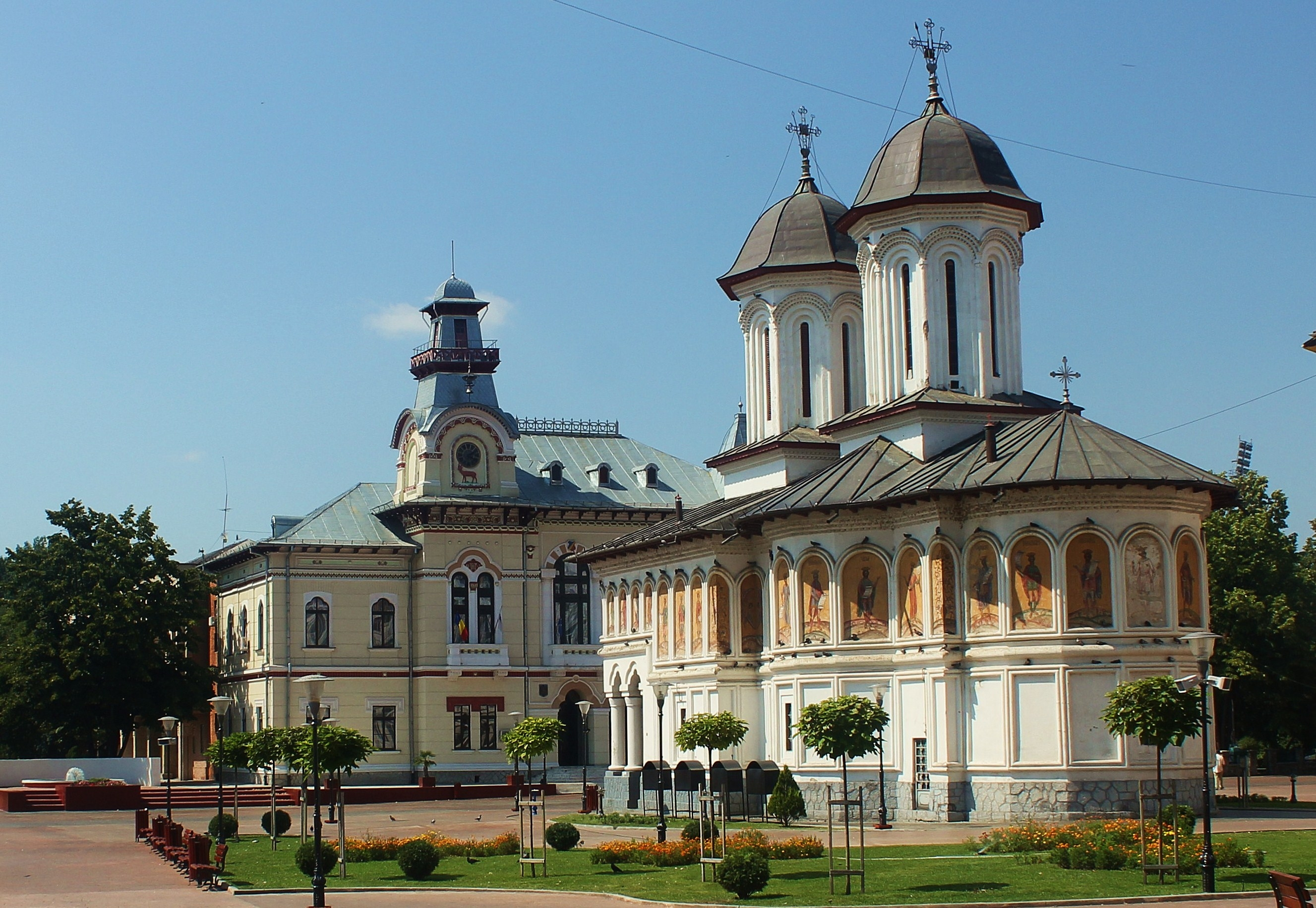
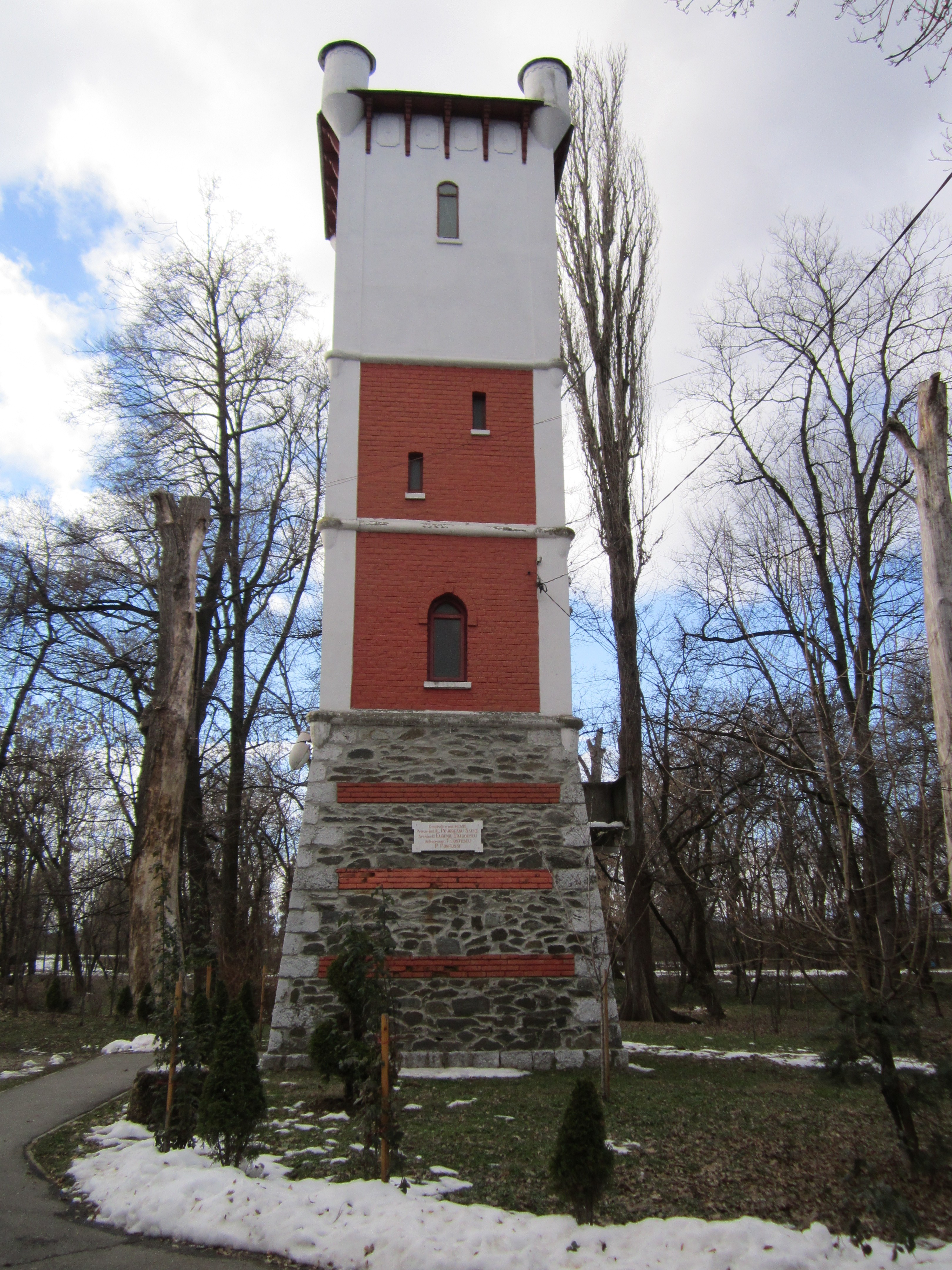
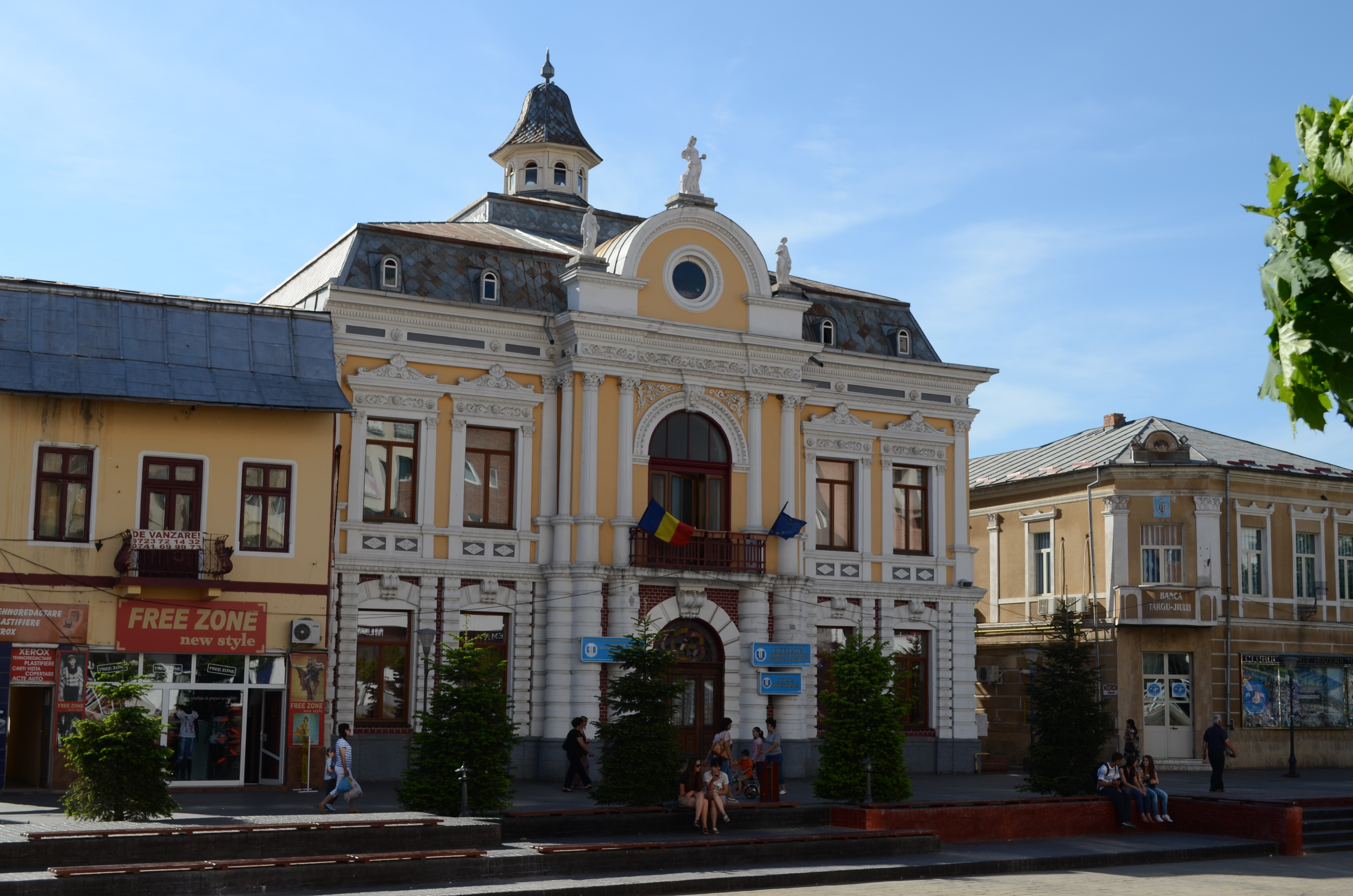
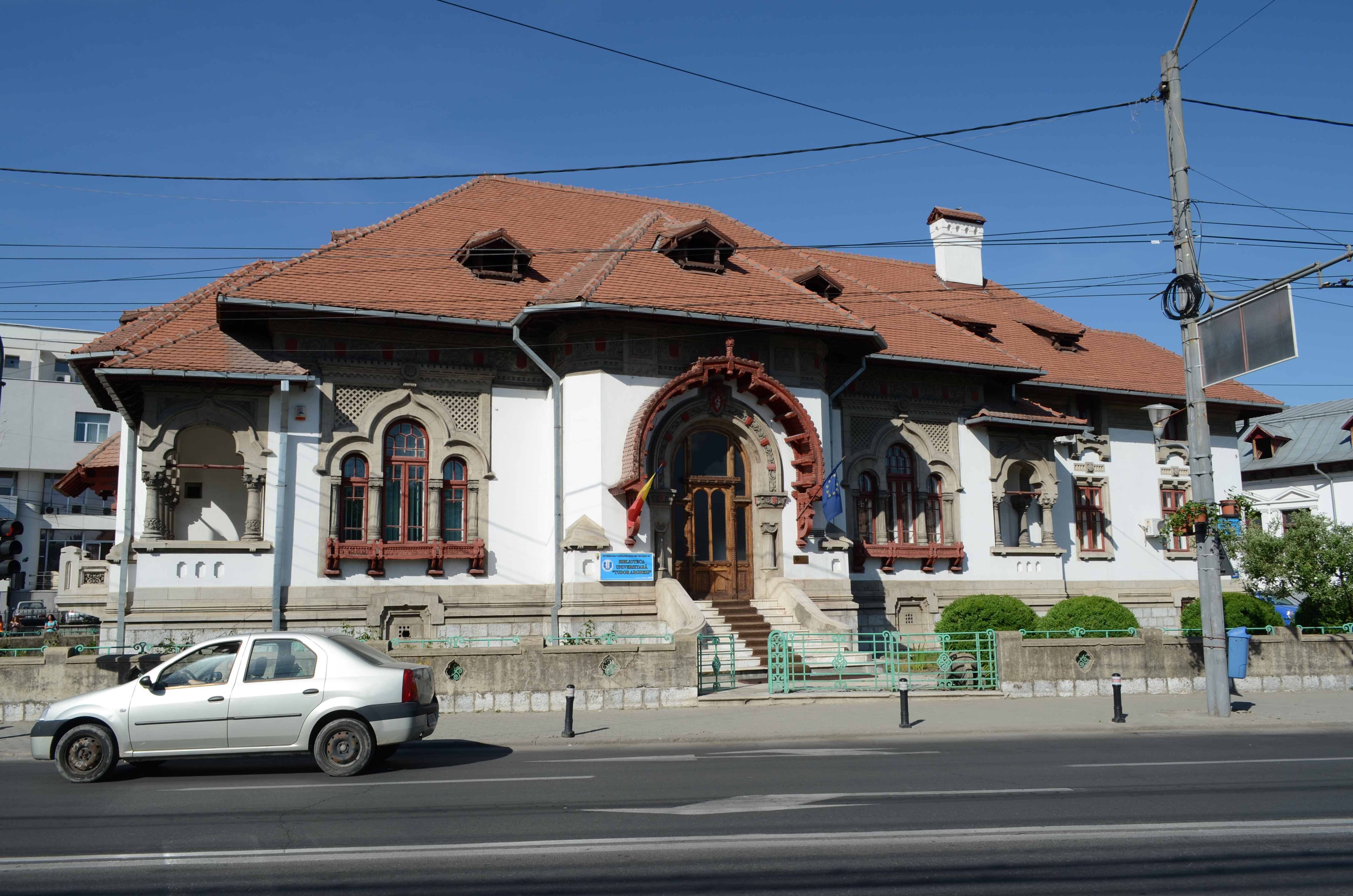